# Вест Портсмаут (Охајо)
Вест Портсмаут (енгл. West Portsmouth) насељено је место без административног статуса у америчкој савезној држави Охајо.

## Демографија
По попису из 2010. године број становника је 3.149, што је 309 (-8,9%) становника мање него 2000. године.
| Група             | 2000.         | 2010.         |
| Белци             | 3.352 (96,9%) | 3.020 (95,9%) |
| Афроамериканци    | 3 (0,1%)      | 10 (0,3%)     |
| Азијати           | 2 (0,1%)      | 3 (0,1%)      |
| Хиспаноамериканци | 3 (0,1%)      | 44 (1,4%)     |
| Укупно            | 3.458         | 3.149         |